# Zafarraya
Zafarraya est une commune de la province de Grenade, dans la communauté autonome d'Andalousie, en Espagne. On trouve à proximité un site préhistorique qui a livré l'un des derniers témoignages de la présence néandertalienne en Europe.

## Préhistoire
La grotte du Boquete (cueva del Boquete en espagnol, grotte de la Brèche en français), découverte en 1979, située sur le territoire de la municipalité voisine d'Alcaucín, est considérée comme l'un des sites néandertaliens les plus récents d'Europe.